# The Country Mouse (film, 1935)
Pour les articles homonymes, voir The Country Mouse.
Pour plus de détails, voir Fiche technique et Distribution.
The Country Mouse est un cartoon Merrie Melodies réalisé par Friz Freleng produit par Leon Schlesinger Productions, sorti en 1935.

## Fiche technique
- Titre : The Country Mouse
- Réalisation :	Friz Freleng
- Scénario :
- Photographie :
- Montage :
- Musique : Bernard B. Brown, Norman Spencer (non crédité)
- Direction artistique :
- Décors :
- Costumes :
- Son :
- Producteur : Leon Schlesinger
- Société de production : Leon Schlesinger Studios
- Société de distribution :
- Budget :
- Pays d'origine :  États-Unis
- Langue : Anglais
- Métrage : 202 mètres
- Format : Couleurs — 35 mm — 1,37:1 — Son : Mono
- Genre : Comédie, Film d'animation
- Durée : 7 minutes
- Date de sortie : 
  - États-Unis : 13 juillet 1935